# HD 99109 b
HD 99109 b (بالإنجليزية: HD 99109 b)‏ الذي يرمز له بالرمز HD 99109b، هو كوكب خارج المجموعة الشمسية، في كوكبة الأسد، يتبع HD 99109 ‏.

## الاكتشاف
اكتشف في 15 يوليو 2006.